# Bevor die Flut kommt
Bevor die Flut kommt (Originaltitel Over Sea, Under Stone) ist ein Abenteuer- bzw. Fantasyroman der britischen Schriftstellerin Susan Cooper aus dem Jahr 1965. Er handelt von drei englischen Kindern, die mit ihren Eltern die Schulferien bei ihrem Großonkel in Cornwall verbringen und dort auf ein Pergament stoßen, das auf ein Vermächtnis aus der Zeit des legendären Königs Artus hinweist. Ursprünglich ein alleinstehender Roman, wurde er später zum ersten Teil der fünfbändigen Fantasy-Reihe „Wintersonnenwende“, in der ein in der Gegenwart stattfindender Kampf zwischen den Mächten des Lichts und der Finsternis beschrieben wird. Die deutsche, von Annemarie Böll getätigte Übersetzung erschien 1984 erstmals im Otto Maier Verlag Ravensburg (heute Ravensburger).

## Handlung

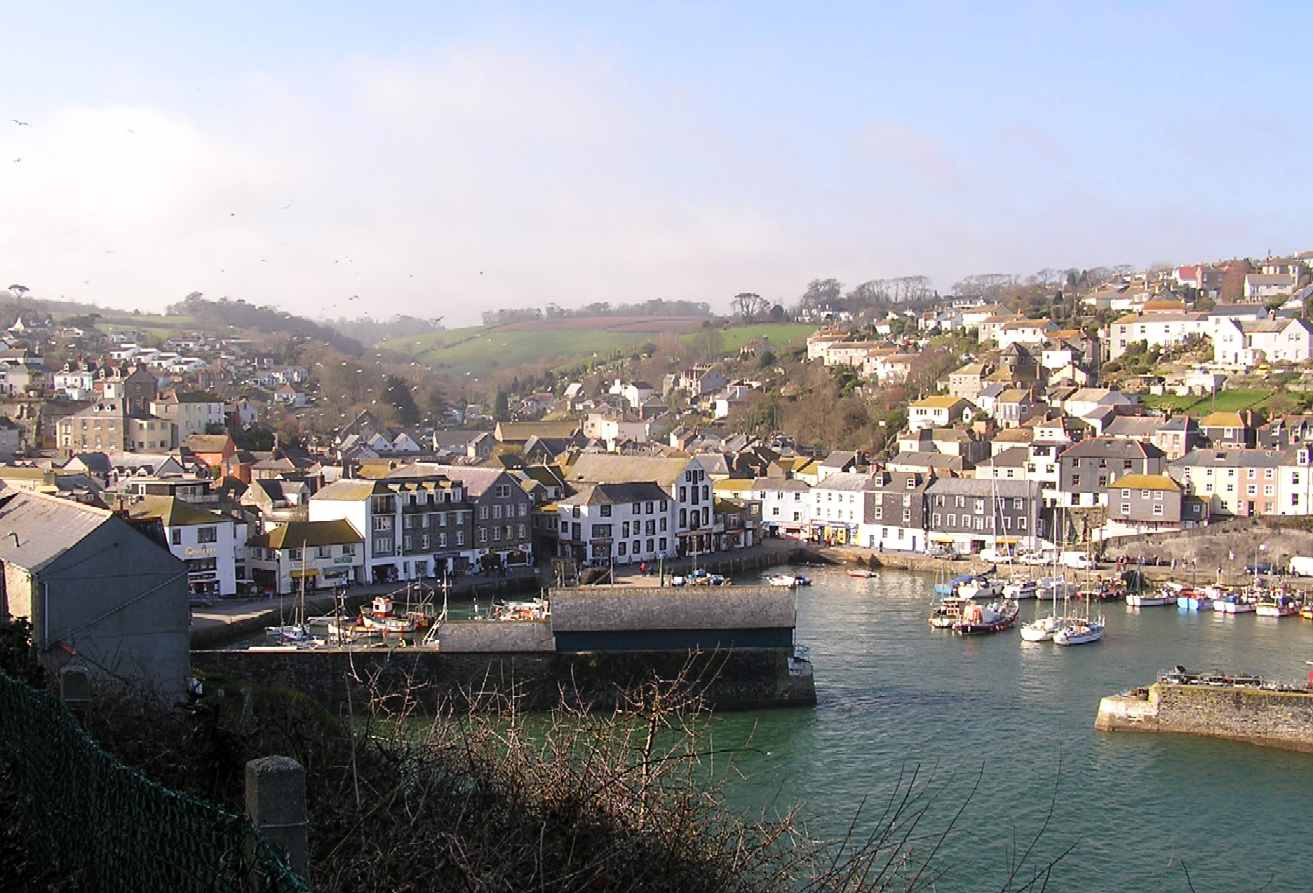
Der Hafen des Fischerdorfes Mevagissey, einem Ort, wo Cooper selbst oft ihre Ferien verbracht hatte, diente als Vorlage für das im Roman beschriebene Dorf Trewissick.

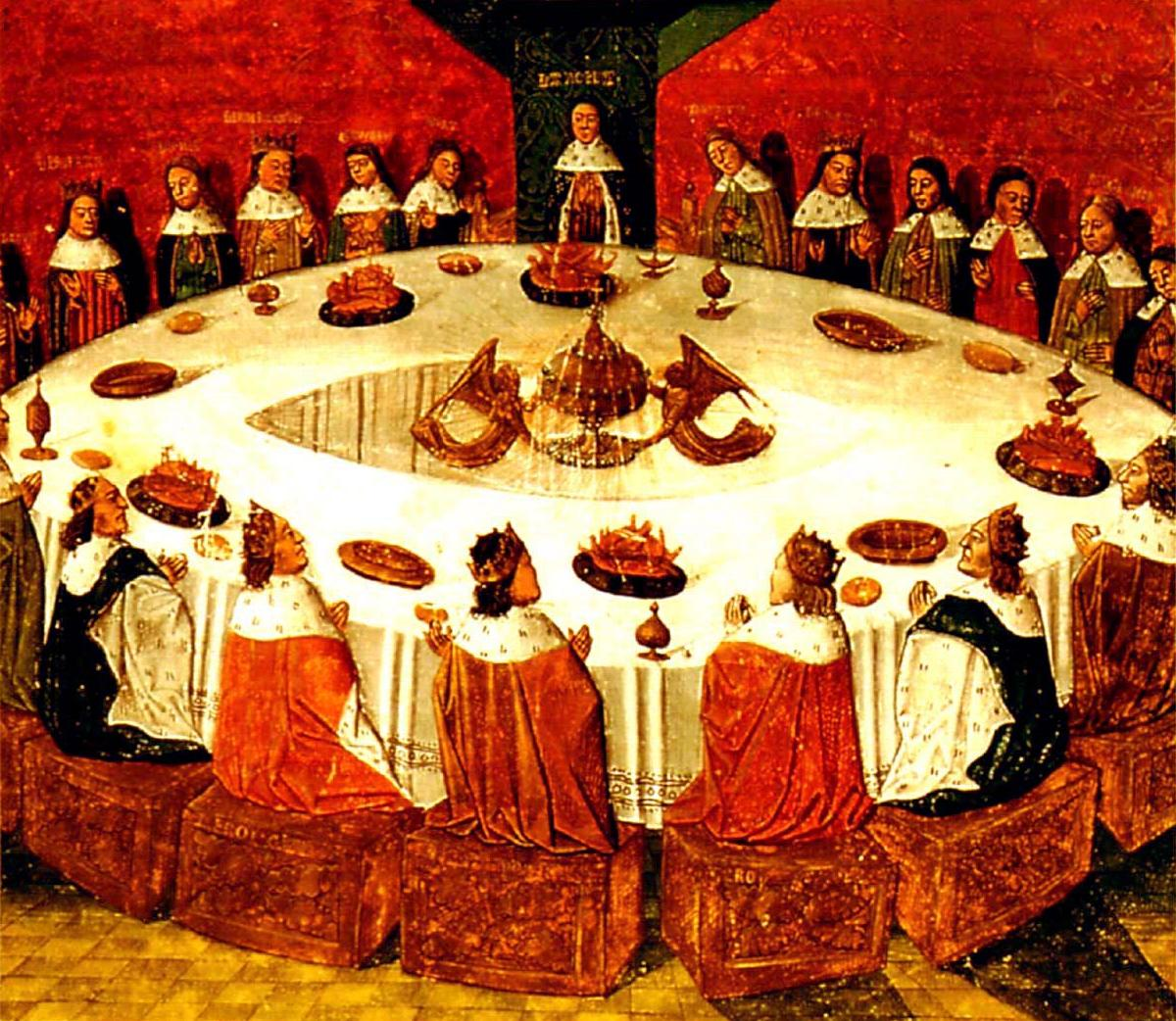
Darstellung von König Artus, den Rittern der Tafelrunde und dem Gral aus dem 14. Jahrhundert.

Das englische Ehepaar Drew reist mit seinen drei Kindern Jane, Simon und Barney in den Ferien aus London in den kleinen Hafenort Trewissick in Cornwall, wo sie Merriman Lyon, einen bereits älteren und die meiste Zeit mit Feldforschungen beschäftigten Universitätsprofessor, besuchen. Obwohl sie diesen „Onkel Merry“ nennen, ist dieser nicht mit ihnen verwandt, sondern ein alter Freund der Familie, der früher sehr eng mit Frau Drews Vater befreundet war. Die Gäste wohnen mit Merry im Grauen Haus, das eigentlich einem ortsansässigen Kapitän gehört, der derzeit allerdings auf Reisen ist.
Die Kinder untersuchen neugierig das große Haus und spielen dabei Entdeckungsreise im Urwald Südamerikas, wo sie in ihrer Fantasie vor kannibalischen Eingeborenen auf der Flucht sind. Sie stoßen dabei auf einen versteckten Zugang, der zum Dachboden führt, wo eine Reihe von Gegenständen aufbewahrt werden. Dort finden sie auch ein altes Pergament, dessen Schrift sie jedoch nicht entziffern können. Simon kann zumindest einige lateinische Brocken ausmachen, u. a. ist dort „Marco Arturoque“ (von Marcus und Arturus) zu lesen, womit offenbar der legendäre König Arthur und Mark, der legendäre Herrscher von Cornwall, gemeint sind. Die Kinder beschließen, vorerst niemandem von ihrer Entdeckung zu erzählen.
Im Hafen des Ortes liegt auch eine Yacht, die dem Antiquitätenhändler Norman Withers und seiner jüngeren Schwester Polly gehört. Sie kommen mit Mr. Drew am Hafen ins Gespräch und es stellt sich heraus, dass auch sie aus London kommen und man dort sogar ganz in der Nähe wohnt. Die Withers-Geschwister laden die Familie daher am nächsten Tag auf ihre Yacht ein. Mrs. Drew will jedoch lieber weiter ihrer Arbeit nachgehen, auch Jane bleibt zurück, da sie hinsichtlich der Yacht und ihrer Gäste ein sehr merkwürdiges Gefühl hat. Ebenso fern bleibt Merry, der – wieder einmal – unbemerkt verschwunden ist.
Während ihre Brüder auf dem Schiff sind, findet Jane durch Zufall einen alten Reiseführer des Ortes. Dort befindet sich eine Karte, wo ein Berg namens King Mark's Head eingetragen ist – derselbe Name, den sie auch auf dem Pergament lesen konnte. Ihr fällt allerdings auf, dass die Küstenlinie auf der Karte nicht mit der Skizze auf dem Pergament deckungsgleich ist. Sie beschließt, das örtliche Pfarrhaus aufzusuchen und den Pfarrer, der das Buch geschrieben hat, danach zu fragen. Sie erfährt, dass dieser bereits verstorben ist, sein Nachfolger, ein Mr. Hastings, bittet sie aber zu sich herein. Er geht davon aus, dass sich die Küste, gerade die Granitfelsen im Laufe der Jahre nicht allzu viel verändert haben dürften, ist aber auffällig daran interessiert, weshalb Jane dies wissen will. Sie gibt vor, auf irgendeiner Karte einen solchen Umriss gesehen zu haben, woraufhin Mr. Hastings nachbohrt. Jane verabschiedet sich schließlich, die ganze Atmosphäre war ihr mehr als unheimlich.
Am nächsten Morgen müssen sie feststellen, dass im Grauen Haus eingebrochen wurde: Sämtliche Bücher sind aus den Regalen genommen worden, alle Bilder aus ihren Rahmen entfernt. Gestohlen wurde nichts, lediglich die Landkarten im Haus fehlen. Die Kinder sehen einen Zusammenhang mit dem Besuch beim Pfarrer, erinnern sich aber, dass auch die Withers-Geschwister sie nach Karten oder alten Büchern befragt haben.
Als die Kinder mit Merry einen Ausflug auf den King Mark's Head machen, erzählen sie ihm alles. Es stellt sich heraus, dass sie mit dem Manuskript etwas gefunden haben, nach dem Merry schon länger in der Gegend sucht. Er erzählt ihnen von einem schon länger währenden Kampf zwischen den Mächten des Lichts und der Finsternis, bei dem nie eine Seite den endgültigen Sieg errungen konnte. Immer wieder, wenn die Finsternis besonders mächtig war, gab es große Führer, unter denen es gelang, diese wieder zurückzudrängen, so etwa König Arthur. Bei dem Pergament handelt es sich um eine mittelalterliche Abschrift eines viel älteren Originals, das davon berichtet, wo einst vor langer Zeit der Gral begraben wurde. Das Schriftstück enthält Hinweise, die zu diesem Ort führen. Merry warnt sie, dass die Unterstützer der Finsternis, zu denen auch Mr. Withers und seine Schwester gehören, gefährlich sind und rät dazu, dass sie ihre Suche vor Ort nach den Hinweisen erst am nächsten Tag fortsetzen sollen. Bislang, so meint er, seien die Kinder nicht im Blickwinkel der Finsternis, sondern würden sich auf Merry konzentrieren. Dieser will sie am nächsten Tag beschäftigt halten, damit die Kinder derweil ungestört weitersuchen können.
Dies machen sie auch und können herausfinden, dass es sich bei der Skizze um keine Karte, sondern eine perspektive Darstellung handelt, der erste Hinweis ist dabei eine auffällige Felsenformation. Plötzlich erscheint jedoch Polly Withers und überrascht die Kinder mit der Karte, die sie für sich fordert. Simon flieht daraufhin jedoch mit der Karte, wird verfolgt und kann schließlich von Merry mit dem Auto gerettet werden, den Jane und Barney sogleich aufgesucht haben.
Die Kinder finden schließlich heraus, dass sie den nächsten Hinweis bei Vollmond herausfinden können. Sie begeben sich daher des Nachts mit Merry nach draußen und stellen fest, dass das Mondlicht genau auf eine Klippe scheint. Sie vernehmen Eulenrufe, die ihnen sehr seltsam vorkommen, und müssen feststellen, dass Leute der Gegenseite dort sind. Merry meint, dass ihnen diese nichts tun werden, solange er bei ihnen ist und bringt sie in Sicherheit.
Am nächsten Morgen wollen sich die Kinder zu den Klippen begeben. Merry, der noch schläft, soll die Haushälterin ausrichten, er wisse, wo sie seien. Die Kinder suchen die Klippe auf und entdecken dort zu Zugang zu einem Schacht. Es geht jedoch sehr tief nach unten und sie haben nichts, um einen Abstieg zu wagen. Als sie zudem auf der See die Jacht erblicken, ziehen sie es vor, wieder zu gehen, um den vermutlichen Aufenthaltsort des Grals nicht zu verraten.
Im Ort findet derweil ein großes Fest statt, bei dem alle Einwohner verkleidet sind. Daheim ist niemand mehr, auch Merry ist fort. Während sich Jane und Simon dort umsehen, ob Merry dort ist, will Barney nochmals sehen, ob Merry ihnen auf die Klippen gefolgt ist. Dabei wird Barney jedoch von den Withers-Geschwistern entführt und zum Anwesen von Mr. Hastings gebracht. Dieser versucht Barney zu überreden, dass Merry nur an seinem eigenen Ruhm als Gelehrt interessiert ist, während er einer Gruppe angehört, die das Wissen über die Vergangenheit mit allen Menschen teilen wollen. Hastings behauptet, ein Museum zu besitzen, wo der Gral ausgestellt werden soll. Als sie später in das Dorf zurückkehren, kann Barney ihnen entkommen und wieder mit seinen Geschwistern zusammenfinden.
Auf der Flucht vor ihren Verfolgern geraten sie auf die Landspitze. Da gerade Ebbe ist, hoffen sie, über das Watt fortzugelangen. Dabei kommt ihnen nun, dass dies das Rätsels Lösung sein könnte: Unter Stein und über der See bezieht sich auf die Ebbe – der Zugang zum Versteck des Grals muss sich unter dem Meeresspiegel befinden und nun freiliegen. Sie finden schließlich den Zugang zu einer Höhle, in die sich Simon und Barney begeben, wo sie auch den Gral finden. Als die Kinder mit diesem zurück aufs Festland wollen, müssen sie sich beeilen, da die Flut bereits eingesetzt hat. Doch nun taucht auch die Yacht sowie ein weiteres Boot auf, die Kinder, die kaum mehr entkommen können, werden aufgefordert, den Gral zu überreichen. Sie weigern sich und ihre Verfolger wollen es ihnen abnehmen, als Merry mit einem weiteren Boot erscheint und ihnen zur Hilfe kommt. Der Gral kann in Sicherheit gebracht werden, ein in diesem befindlicher Behälter aus Blei sowie das ursprüngliche Manuskript fallen jedoch in das Meer und gehen so verloren. Merry beruhigt die Kinder jedoch, dass es wichtig ist, dass der Finsternis keiner der Gegenstände in die Hände gefallen ist. Der Behälter aus Blei liegt nun am Meeresgrund und da die Mächte der Finsternis nicht genau wissen, wo dieser verloren ging, können sie ihn auch nicht suchen, ohne dass man ihre Aktivitäten bemerkt.
Der Gral gelangt schließlich in ein Museum, wo er als keltisches Kunstwerk bezeichnet wird und unter den Wissenschaftlern eine Debatte darüber auflöst, was die Darstellungen auf dem Artefakt über die Historizität von König Arthur aussagen. Jane, Simon und Barney werden als Finder genannt. Als Merry sich mit einigen Kollegen unterhält, wird Barney plötzlich nachdenklich und fragt sich, ob Merriman Lyon wirklich der richtige Name ihres Onkels ist. Verkürzt man diesen kommt man auf „Merlion“ und „Merlin“. Die Kinder denken, dass hinter allem, was sie erlebt hat, wesentlich mehr steckt als sie bisher erahnen. Barney meint nachdenklich, dass sie es eines Tages erfahren werden.

## Entstehung
Der Hintergrund der Buchentstehung war ein Wettbewerb, den der Verleger Ernest Benn initiiert hatte, dabei ging es darum, „a family adventure story“ zu schreiben. Cooper wurde von einem ihrer Kollegen bei der Sunday Times, wo sie zu dieser Zeit als Feature-Schreiberin tätig war, zur Teilnahme daran ermuntert. Das Buch erschien mit 1965 mehrere Jahre bevor sie von sich selbst oder von anderen als vorwiegend Autorin von Jugendromanen gesehen wurde.
Der Roman wurde später zum ersten Buch der Reihe, obwohl er mehrere Jahre über ein alleinstehendes Buch war. Cooper ließ dort aber eine Reihe von Handlungssträngen unaufgelöst, woran eine mögliche Fortsetzung anknüpfen könnte.
Cooper wuchs im ländlichen Buckinghamshire auf und heiratete in ihren 20er Jahren einen Amerikaner, mit dem sie dann auch in Amerika lebte. So ist nur Bevor die Flut kommt in ihrer englischen Heimat entstanden; die anderen Bände hingegen schrieb Cooper im Ausland. In ihren nach diesem Wegzug geschriebenen Werken lassen sich grundsätzlich immer wieder Elemente einer gewissen Sehnsucht nach der Heimat erkennen.
Die 1973, also acht Jahre später, erschienene Fortsetzung Wintersonnenwende, mit der Bevor die Flut kommt zum ersten Band einer Reihe wird, taucht Merriman – hier in einer anderen Position – wieder auf, bei dem Protagonisten aber handelt es sich um den 11-jährigen Will Stanton. Die drei Protagonisten von Bevor die Flut kommt, erscheinen erst 1974 im dritten Band Greenwitch wieder, hier schließt der Roman unmittelbar an das Ende des Originals an – die Kinder lesen in der Zeitung, dass der von ihnen vor einem Jahr dem Museum übergebene Gral gestohlen worden ist und begeben sich mit Merriman erneut nach Trewissick, um Merriman dabei zu helfen, den Gral wiederzufinden, wobei sie auf Will Stanton treffen, den Merriman mitbringt.

## Stil und Genre
Auch wenn Bevor die Flut kommt den Auftakt einer Fantasy-Reihe darstellt, lässt sich der Roman nur bedingt in den Bereich der Fantasyliteratur einordnen. Zwar finden sich Verweise auf die Artussage und mystische Geheimnisse, allerdings besitzt der Roman keine eindeutigen magischen Elemente. Der Zauber, mit dem Barney kurzzeitig belegt wurde, kann auch als Hypnose gedeutet werden. Merriman spricht an einer Stelle auch davon, dass Artus’ Macht so groß war, dass man ihm deshalb später magische Hilfe andichtete, er meint zudem, dass Magie nur ein Wort sei. Damit unterscheidet sich der Roman deutlich von den späteren Fortsetzungen, in denen Magie und deren Gebrauch eine bedeutende Rolle spielt. Vielmehr stehen bei der Handlung von Bevor die Flut kommt die Schatzsuche bzw. ein übernatürlicher Quest im Vordergrund. Der Roman spielt in den Ferien und beginnt, wie viele bereits zuvor erschienene Jugendbücher damit, dass die Protagonisten mit dem Zug ankommen.

## Einflüsse
Bei dem Fischerdorf Trewissick, in dem der Roman spielt, handelt es sich um den leicht verfremdeten Ort Mevagissey, in dem Cooper selbst in ihrer Kindheit wiederholt die Ferien verbracht hatte.
Merrimans Ausführung über den Kampf zwischen Licht und Finsternis sowie Logres – der historische Name des Reiches von Arthur, der hier mit Cornwall gleichgesetzt wird, wissenschaftlich aber letztlich nicht sicher geklärt ist – weist Ähnlichkeiten mit einer Passage in C. S. Lewis’ Erwachsenenroman „Die böse Macht“ von 1945 auf, wo ebenfalls Logres und ein im Verborgenen stattfindender Kampf in Britannien beschrieben werden. Es ist daher möglich, dass Cooper beim Schreiben (bewusst oder unbewusst) das Buch im Kopf hatte.

## Hintergrund

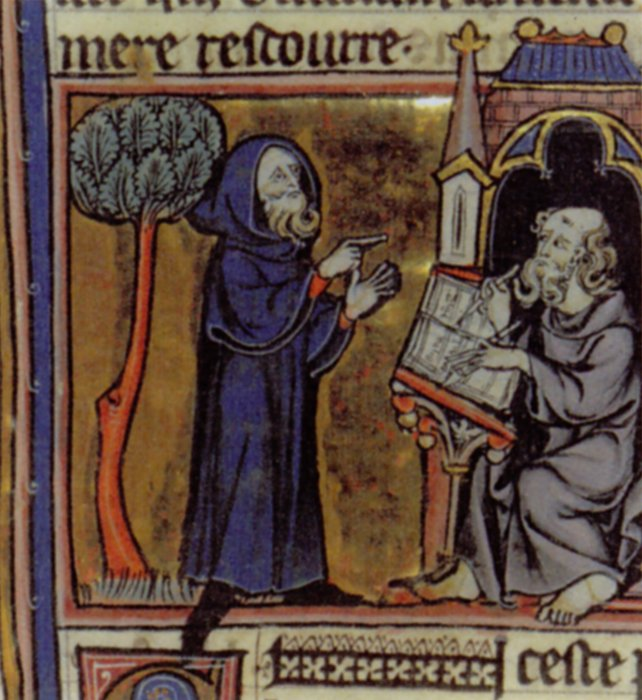
Der Zauberer Merlin (hier auf einer französischen Buchmalerei des 13. Jahrhunderts) weist Ähnlichkeiten zur Figur des Merriman Lyon auf, dessen genauer Hintergrund wird jedoch von Cooper – im Roman als auch der übrigen Reihe – offengelassen.

Die am Ende des Buches von Barney getroffene Feststellung, dass der Name Merry Lion ähnlich Merlion und Merlin klingt, legt nahe, dass es sich bei der Figur des Merriman Lyon tatsächlich um den aus der Sage bekannten Zauberer Merlin handelt. Dies wird in den weiteren Bänden der Reihe allerdings offengelassen. Merriman bezeichnet in Der graue König König Artus als seinen Herren, der Name Merlion wird in Die Mächte des Lichts einmal erwähnt. Es wird im Verlauf der Reihe nur deutlich, dass Merriman in früheren Zeiten bereits lebte (so etwa nachweislich im 13. Jahrhundert, wo er Hawkins als Gefolgsmann besitzt). In Wintersonnenwende wird er von Wills Vater gefragt, ob er kein Engländer ist, wo er nur erwidert, dass er ein Mischling sei, ohne aber genauer darauf einzugehen.
Der in Bevor die Flut kommt beschriebene Merriman weist dabei Unterschiede zu den späteren Büchern der Reihe auf. Dort ist Merriman, wie im Laufe der Bände deutlich wird, der älteste und mächtigste der Uralten, diese beherrschen auch viele übernatürliche Fähigkeiten, so können sie etwa Feuer erzeugen, Menschen Sachen vergessen machen oder unter Wasser atmen. In Bevor die Flut kommt wird hingegen nur deutlich, dass er in einem Kampf gegen die Finsternis beteiligt ist, gibt selbst aber keinen Hinweis darauf, dass er über supernatürliche Mächte verfügt. Lediglich der Höhepunkt des Romans, wo Merriman den Gral an sich nimmt, erweckt den Eindruck, dass hier Magie im Spiel sein könnte, denn es wird beschrieben, dass er Worte in einer den Kindern nicht bekannten Sprache spricht, woraufhin ihnen Mr. Hastings und seine Begleiter plötzlich „geschrumpft“ und weniger furchteinflößend erscheinen.
Merriman deutet im Roman nur an, dass der Gral eine bedeutende, wenn auch nicht näher beschriebene Rolle im Kampf zwischen Licht und Finsternis spielt. Details über diesen Konflikt bleiben jedoch nur grob umrissen. Das Geheimnis, das der Gral enthält, d. h. das, worauf sich der auf dem Pergament befindliche Text bezieht, wird somit im Roman ebenfalls offen gelassen. Eine Erklärung wird von Cooper erst neun Jahre später mit dem Roman Greenwitch geliefert, dort befindet sich auf dem Schriftstück, das sich in dem Bleirohr auf dem Meeresgrund befindet, eine Prophezeiung, die zentrale Bedeutung für die beiden nachfolgenden Bände besitzt.

## Rezeption
Charles Butler urteilte in einer 2006 erschienen vergleichenden Untersuchung über Ort und Kultur bei britischen Fantasy-Autoren, die für Kinder schreiben, dass es Cooper gelänge, die Atmosphäre eines uralten Geheimnisses zu erzeugen, das über das hinausgeht, was man gewöhnlich bei einer Abenteuergeschichte vorfindet. Im Vergleich mit Alan Garner meinte er, dass Cooper ebenso wie dieser ein Talent für Action-Szenen habe und stellte dabei die Beschreibung von Simons Flucht vor seinen Gegnern im siebten Kapitel heraus. Er benannte jedoch auch Schwachstellen im Roman, etwa eine sehr konventionelle Charakterisierung der Kinder sowie dass es ziemlich lange brauche, bis die eigentliche Handlung beginnt.

## Ausgaben
- Susan Cooper: Bevor die Flut kommt, übers. v. Annemarie Böll, Ravensburger, Ravensburg o. D., ISBN 3-473-58033-3
- Susan Cooper: Bevor die Flut kommt, übers. v. Annemarie Böll, cbj Kinderbücher, München 2005, ISBN 978-3-570-30166-1
- Susan Cooper: Bevor die Flut kommt, übers. v. Annemarie Böll, cbj Kinderbücher, München 2006, ISBN 978-3-570-30302-3
- Susan Cooper: Lichtjäger: Die Wintersonnenwende-Saga, übers. v. Annemarie Böll u. Karin Polz, cbj Kinderbücher, München 2008, ISBN 978-3-570-13625-6